# Marie Bardet
Marie Bardet é uma autora, docente, investigadora, filósofa, bailarina, coreógrafa e performer francesa residente em Buenos Aires, Argentina. Sua produção situa-se no cruze a filosofia, as ciências sociais, pensamento feminista e queer, e as práticas corporales e artísticas em dança. Faz parte da Escola Interdisciplinaria de Altos Estudos Sociais da Universidade Nacional de General San Martín e diretora da maestría em Práticas Artísticas Contemporâneas da Escola de Arte e Património-UNSAM. Além disso, faz parte do grupo de investigação Soma&Po da Universidade de Paris VIII. Publicou diversas obras, entre elas: Pensar com mover (2012), Perder a cara (2021) e Um paradoxo moviente: Loïe Fuller (2021).

## Âmbito académico
Cursou Filosofia na Universidade de Paris VIII, na França, e conseguiu se tornar doutora. Além disso, estudou Ciências Sociais e se doutorou nessa especialidade na Universidade de Buenos Aires, Argentina. É investigadora pós-doutora no Conselho Nacional de Investigações Científicas e Técnicas, em Argentina. Faz parte dos grupos de investigação LLCP e Soma&Po (Universidade de Paris VIII), Corpos e Bens (IDAES-UNSAM–Paris 8–Paris 7) e Projeto CRIA-USACH Chile como investigadora.

## Produção teórica
Entre os campos da filosofia de dança, das ciências sociais e dos pensamentos feminista e queer aborda as práticas improvisación, a temporalidade e decisão em ditas práticas, as práticas somáticas, os gestos e pensamentos desde um posicionamento crítico com o dualismo corpo e mente. Para isso, dialoga com a produção teórica de, entre outros: Nietzsche, Bergson, Deleuze, Rancière, Nancy, Badiou, Valéry, Woolf, Butler e Haraway.

## Pensamento sobre corpo e dança
Marie Bardet propõe uma reflexão filosófica que parte das práticas corporais, especialmente da dança, como forma de pensamento. Em seus escritos, defende a ideia de que o corpo não deve ser tratado como um objeto passivo, nem como simples receptáculo de significações externas, mas como um agente ativo de conhecimento, resistência e transformação.
Inspirando-se em autoras como Silvia Federici e Judith Butler, Bardet busca superar os dualismos entre corpo e mente, natureza e cultura, atividade e passividade. Em diálogo com a teoria da performatividade de gênero, ela retoma criticamente o conceito de embodiment (incorporação), propondo um pensamento situado que valoriza os gestos corporais como meio de produção de sentido.
Seu conceito de “cuerpo danzante” propõe que o gesto, mais do que o corpo como entidade fixa, é o operador filosófico central. Para Bardet, os gestos revelam uma dimensão relacional e perceptiva do corpo: não apenas movem, mas são movidos, e produzem pensamento em sua própria ação.
Essa perspectiva se articula a um materialismo sensível, em que a política emerge da própria materialidade dos corpos em movimento. A autora argumenta que práticas como a improvisação na dança não apenas expressam ideias, mas constituem formas de conhecimento e de resistência social e política.
A participação de Bardet nas mobilizações feministas na Argentina, como as greves de mulheres em 2016 e 2017, também inspira sua reflexão sobre o gesto como forma de ação política. Ela argumenta que parar, escutar, sentir e ocupar o espaço são ações dotadas de potência política, que escapam à lógica produtivista e desafiam os binarismos tradicionais de ação e passividade.
No conjunto de sua obra, Marie Bardet desenvolve uma abordagem singular que entrelaça filosofia, práticas somáticas e dança como modos de produzir conhecimento situado, repensando as formas de subjetivação, corporeidade e ação política no mundo contemporâneo.

## Obras
- 2012, Pensar com mover[8]
- 2019, Fazer mundos com gestos[1]
- 2021, Perder a cara[1]
- 2021, Um paradoxo moviente: Loïe Fuller[1]